# Stadionul Ceavdar Țvetkov
Stadionul Ceavdar Țvetkov (bulgară Стадион „Чавдар Цветков“) este un stadion multifuncțional situat în orașul Svoge din Bulgaria. Este folosit în special pentru meciurile de fotbal ale echipei locale PFC Sportist Svoge și are o capacitate de 3.000 locuri. A fost construit în anul 1965 sub numele de Stadionul Iskar, iar în 2007 a fost redenumit după numele unui atacant legendar al echipei din Svoge.